# 异长齿黄耆
异长齿黄耆（学名：Astragalus monbeigii）是豆科黄芪属的植物，为中国的特有植物。分布在中国大陆的西藏、青海、四川、云南等地，生长于海拔3,500米至4,500米的地区，常生长在高山河漫滩地，目前尚未由人工引种栽培。